# Verkehrs- und Tarifverbund Stuttgart

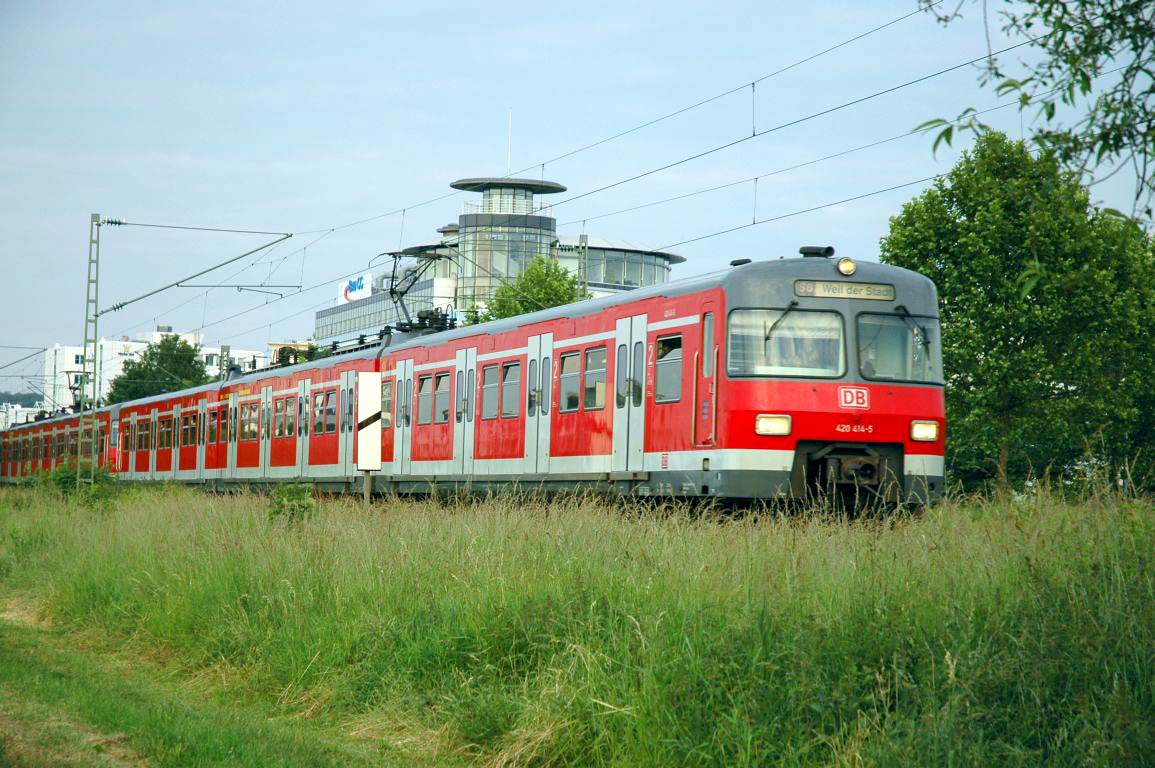
S-Bahn-Zug der, inzwischen im VVS nicht mehr eingesetzten, Baureihe 420 auf der Linie S6 in Stuttgart-Weilimdorf

Die Verkehrs- und Tarifverbund Stuttgart GmbH (VVS) koordiniert den öffentlichen Personennahverkehr in der baden-württembergischen Landeshauptstadt Stuttgart sowie in den Landkreisen Böblingen, Esslingen, Ludwigsburg, Rems-Murr und Göppingen. Der Verbund sorgt für einheitliche Beförderungs- und Tarifbestimmungen sowie einen abgestimmten Fahrplan. Dabei kooperiert er mit den Landkreisen und Kommunen, dem Verband Region Stuttgart und der Nahverkehrsgesellschaft Baden-Württemberg.

## Geschichte
Der VVS-Gemeinschaftstarif wurde im Zuge der Ablösung des Stuttgarter Vorortverkehrs durch die S-Bahn Stuttgart am 1. Oktober 1978 eingeführt. Zunächst handelte es sich dabei um eine Tarifgemeinschaft zwischen der Deutschen Bundesbahn (Eilzüge, Nahverkehrszüge, S-Bahn und Bahnbusse), der Deutschen Bundespost (Postbusse) und fast allen Verkehrsmitteln der Stuttgarter Straßenbahnen (SSB). Die SSB gaben damals gleichzeitig ihren Haustarif auf, lediglich auf der bis 1993 betriebenen Flughafenbuslinie A galt bis zum Schluss ein SSB-eigener Tarif. Außerhalb des damaligen S-Bahn-Netzes waren anfangs folgende Eisenbahnstrecken integriert:
- Stuttgart-Bad Cannstatt–Schorndorf
- Waiblingen–Backnang
- Backnang–Ludwigsburg
- Ludwigsburg–Bietigheim-Bissingen
- Stuttgart Hbf–Böblingen

Am 1. Juli 1982 wurde der VVS-Übergangstarif eingeführt. Dieser ermöglichte den Fahrgästen, mit einer Monatskarte nicht nur die Verkehrsmittel von DB und SSB, sondern auch die Busse und Bahnen von rund 40 privaten Verkehrsunternehmen zu benutzen.
Am 1. Oktober 1993 wurde der Übergangstarif abgeschafft und der Gemeinschaftstarif auf das gesamte Gebiet der vier Stuttgarter Umlandkreise ausgedehnt. Die Regionalzüge konnten fortan nicht mehr nur bis zum Endpunkt der S-Bahn, sondern darüber hinaus bis zur letzten Station vor der Kreisgrenze mit Verbundfahrscheinen benutzt werden.
Zum 1. Januar 2014 wurde die Filstalbahn im Landkreis Göppingen bis zum Bahnhof Geislingen (Steige) sowie die Bahnstrecke Stuttgart-Bad Cannstatt–Nördlingen bis zum Bahnhof Lorch (Württ) im Ostalbkreis in den VVS-Tarif integriert.
Zum 1. Januar 2016 wurden die Städte Nagold und Altensteig im Landkreis Calw ebenfalls in den VVS-Tarif integriert.
Zum 30. April 2017 wurde die weitgehend kostenlose Fahrradmitnahme eingefügt. Nur von Montag bis Freitag zwischen 6 und 9 Uhr muss ein Kinderfahrausweis fürs Fahrrad gelöst werden.
Zum 1. Januar 2020 wurde der Bahnhof Ergenzingen in den VVS-Tarif integriert.
Zum 1. Januar 2021 wurde der Landkreis Göppingen vollständig in den VVS integriert, wodurch der Filsland Mobilitätsverbund in diesem aufging.

## Kennzahlen

Entwicklung der Fahrgastzahlen im VVS seit 1996

Das Verkehrsgebiet des VVS umfasst über 3.700 Quadratkilometer mit rund 2,8 Millionen Einwohnern. In diesem Bereich verkehren 15 Regionalbahnlinien, acht S-Bahn-Linien, 19 Stadtbahnlinien (davon zwei Sonderlinien, die nur zu besonderen Veranstaltungen fahren), die Zahnradbahn Stuttgart, die Standseilbahn Stuttgart sowie über 500 Omnibuslinien, drei Oberleitungsbuslinien (siehe Oberleitungsbus Esslingen am Neckar) und 48 Nachtbuslinien. Im Sommer 2022 ist mit dem „Flex mobil“-Angebot in Wernau der erste On-Demand-Verkehr im VVS eingeführt worden. Mittlerweile fahren auch in Leinfelden-Echterdingen, im Oberen Filstal (Bereich Geislingen) und im Raum Renningen/Rutesheim Kleinbusse unter dem Namen „VVS-Rider“. Sie sind ohne festen Fahrplan unterwegs, können per App oder Telefon gebucht werden und halten an virtuellen Haltestellen.
Im VVS sind 215 S-Bahn-Triebwagen, 216 Stadtbahnfahrzeuge, 26 Dieseltriebwagen, zehn Oberleitungsbusse, drei Zahnradtriebwagen, zwei Standseilbahnwagen und rund 1300 Omnibusse im Einsatz.
Im Gründungsjahr 1978 wurden 178 Millionen Fahrgäste befördert, 2006 waren es erstmals über 320, im Jahr 2012 waren es 338 Millionen und im Jahr 2013 bereits 348,9 Millionen. Mit Tarifeinnahmen von 327 Millionen Euro konnten 57 Prozent der Kosten des Verbundbetriebs gedeckt werden – im Jahr 2000 betrug der Kostendeckungsgrad, bei Einnahmen von 269 Millionen Euro, 52 Prozent. Mit 357 Millionen Fahrgästen wurde im Jahr 2014 ein neuer Fahrgastrekord aufgestellt. Im ersten Halbjahr 2015 wurden 181,9 Millionen Bus- und Bahnfahrten im VVS-Gebiet gezählt. Das entspricht einer Zunahme im Vergleich zum Vorjahreszeitraum um 2,9 Prozent. Die Einnahmen stiegen im gleichen Zeitraum um sieben Prozent, auf 240 Millionen Euro. Zwischen Januar und September 2015 nutzten 263,5 Millionen Menschen die Verkehrsmittel des VVS, 3,4 Prozent mehr als im Vorjahreszeitraum. Mit 365 Millionen Fahrgästen wurde 2015 ein neuer Rekord aufgestellt. 2019 wurden 394,5 Millionen Fahrten gezählt, 2,8 Prozent mehr als im Vorjahr. Die Fahrgeldeinnahmen betrugen 511,4 Millionen Euro, aufgrund einer Tarifreform 5,2 Prozent weniger als 2018. In Folge der COVID-19-Pandemie in Deutschland ging die Fahrgastzahl im Jahr 2020 um rund 39 Prozent auf 240 Millionen zurück. Dies war im Jahresvergleich der erste Rückgang seit 23 Jahren. Während des ersten Lockdowns im April 2020 wurden 20 Prozent der Fahrgäste im Vorjahreszeitraum gezählt, im weiteren Jahresverlauf stieg das Niveau auf 70 Prozent an und ging im zweiten Lockdown zum Jahresende wieder zurück. 2020 fehlten letztlich 120,7 Millionen Euro, verlor der VVS rund 16.400 Abonnenten. 2021 wurden knapp 261 Millionen Fahrten zurückgelegt. Ende 2021 gab es knapp 194.000 Abonnenten.

## Organisation

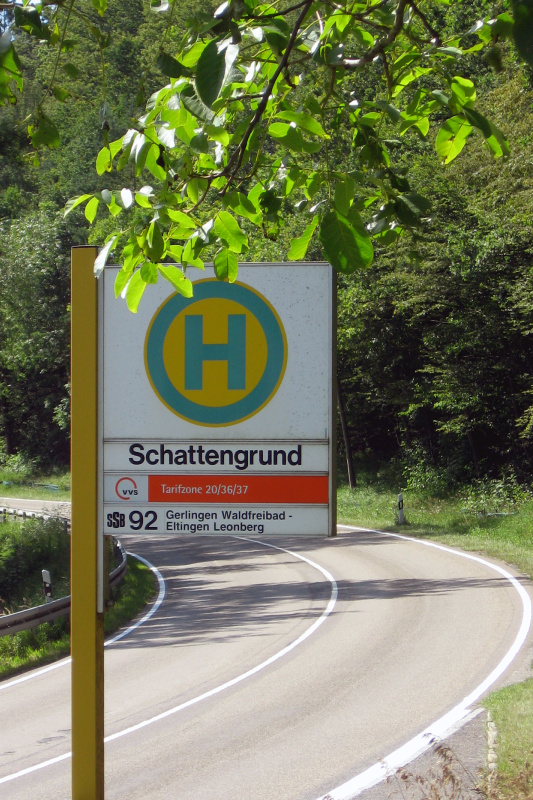
Bushaltestelle im VVS

Mit der Regionalisierung des Schienenpersonennahverkehrs wurde die Verbundgesellschaft am 1. Januar 1996 vom Unternehmens- zum Mischverbund. Seither sind neben den Verkehrsunternehmen auch die Aufgabenträger zur Hälfte am VVS beteiligt.
Geschäftsführer der VVS GmbH sind Thomas Hachenberger und Cornelia Christian. Vorsitzender des Aufsichtsrats ist der Stuttgarter Oberbürgermeister Frank Nopper, der gleichzeitig auch Aufsichtsratsvorsitzender der SSB AG ist.

### Gesellschafter
| Gesellschafter                     | Beteiligung |
| ---------------------------------- | ----------- |
| Stuttgarter Straßenbahnen AG (SSB) | 26,00 %     |
| Verband Region Stuttgart (VRS)     | 19,00 %     |
| DB Regio AG                        | 15,50 %     |
| Land Baden-Württemberg             | 7,00 %      |
| Landeshauptstadt Stuttgart         | 7,00 %      |
| GbR der Busunternehmen im VVS      | 5,00 %      |
| Landkreis Böblingen                | 3,40 %      |
| Landkreis Esslingen                | 3,40 %      |
| Landkreis Göppingen                | 3,40 %      |
| Landkreis Ludwigsburg              | 3,40 %      |
| Rems-Murr-Kreis                    | 3,40 %      |
| Arverio Baden-Württemberg GmbH     | 1,50 %      |
| SWEG Bahn Stuttgart GmbH           | 1,0 %       |
| DB Regio AG (Regionalzugverkehr)   | 1,0 %       |
| Gesamt                             | 100,00 %    |

Da die SSB und die Stadt Stuttgart als deren Eignerin die Mehrheit der Anteile halten, bestimmen sie de facto den Erhöhungssatz der Tarife. Die Verteilung dieser Erhöhung auf die einzelnen Produkte – unter Berücksichtigung von strukturellen Änderungen im Tarif – beschließen dann alle Gesellschafter.
Im Rahmen der „Verbundstufe II“ sind seit 1993 auch die regionalen Busunternehmen in den VVS-Tarif integriert. Der Verband Region Stuttgart (VRS) finanziert die Teilnahme des regionalen Busverkehrs am VVS-Tarif, indem er Durchtarifierungsverluste in Höhe von 37 Mio. Euro jährlich auffängt. Die Aufgabenträger der regionalen Verkehrsunternehmen sind die fünf Verbundlandkreise, die zur Finanzierung des regionalen Busverkehrs jedes Jahr rund 45 Mio. Euro aus eigenen Mitteln beitragen. Hinzu kommen Mittel des Landes Baden-Württemberg zur Förderung des Ausbildungsverkehrs nach § 15 ÖPNVG, dies sind im Bereich der Verbundlandkreise ca. 24 Mio. Euro jährlich.

## Tarif
Im Verkehrsverbund Stuttgart gibt es für das Gesamtgebiet einen einheitlichen Tarif. Das System umfasst eine Tarifzone für die Stadt Stuttgart (Zone 1) sowie sieben weitere Tarifzonen (Zonen 2 bis 8), die ringförmig um das Stuttgarter Stadtgebiet angeordnet sind und bis in die Landkreise im Umland hinaus laufen.
Durch die Tarifreform im April 2019 wurden die – zum Großteil seit 1978 bestehenden – 52 alten Tarifzonen durch acht neue Tarifzonen ersetzt. Unter anderem wurde die ehemalige Kernzone 10 mit der Ringzone 20 vereinigt, seitdem liegt das gesamte Stuttgarter Stadtgebiet in einer Zone. Ebenso wurden die äußersten Ringzonen 60 bis 69 und 70 bis 75 sowie 77 und 78 zur neuen Ringzone 5 zusammengelegt. Da die Preise für die Zonen konstant blieben, wurden so die meisten Fahrten im Tarifverbund günstiger. Die Kosten der Tarifreform 2019 wurden auf etwa 42 Millionen Euro pro Jahr geschätzt. Im April 2019 stieg die Zahl der Fahrten im Vergleich zum Vorjahresmonat um 4,1 Prozent, die Zahl der Abonnenten um 6,8 Prozent. In den Vormonaten lag der Zuwachs zwischen 1,0 und 1,3 Prozent.

## Fahrausweise

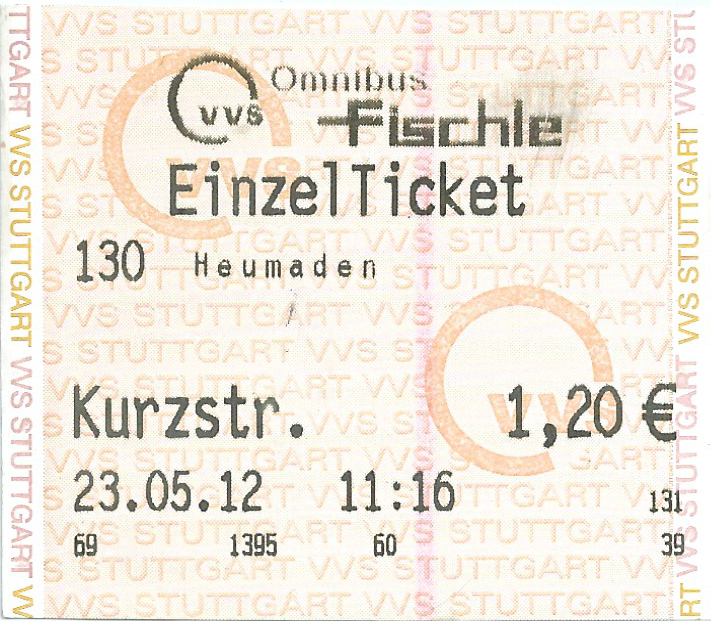
VVS-Fahrausweis für eine Kurzstrecke

VVS-Fahrausweise gelten in Stuttgart und den Landkreisen Böblingen, Esslingen, Ludwigsburg, Rems-Murr und Göppingen für alle S-Bahnen, Regionalzüge (IRE, MEX, RB, RE), Stadtbahnen, Busse (ausgenommen Linie X3 der RSV), die Zahnradbahn und die Standseilbahn. Im ein- und ausbrechenden Verkehr gilt der VVS-Tarif auch in einzelnen angrenzenden Orten wie Beilstein oder Lorch.
Es können regulär Einzelfahrausweise, 4er-Tickets, Kurzstreckentickets, Einzel- und Gruppentageskarten (für bis zu fünf Personen) sowie verschiedene Varianten von Monats- und Jahreskarten erworben werden. Einzelfahrscheine und 4er-Tickets für Kinder von 6 bis 14 Jahren kosten etwa die Hälfte des Normalpreises, sie können auch zur Mitnahme eines Hundes oder als Zuschlag für die 1. Klasse verwendet werden.
Einzelfahrscheine gelten längstens drei Stunden für eine Fahrt in Richtung Fahrziel, Umsteigen und Fahrtunterbrechungen sind erlaubt. Das Kurzstreckenticket gilt in S-Bahnen und Nahverkehrszügen für eine Fahrt bis zur nächsten Haltestelle, wobei die Fahrstrecke nicht länger als fünf Kilometer sein darf, in Stadtbahnen und Bussen bis zur dritten Haltestelle nach dem Einstieg ohne Umsteigen und Fahrtunterbrechung.
In mehr als 40 Städten und Gemeinden gibt es unter der Bezeichnung Stadtticket vergünstigte Einzel- und Gruppentageskarten (für bis zu fünf Personen), die nur im jeweiligen Stadt- bzw. Gemeindegebiet genutzt werden können.
Das Baden-Württemberg-Ticket und das MetropolTagesTicket sind auch im VVS gültig.
An allen Haltestellen von S-Bahn, Stadtbahn und Nahverkehrszügen befinden sich Fahrausweisautomaten, im Gebiet der SSB darüber hinaus auch an stärker frequentierten Bushaltestellen. Die Bezahlung beim Busfahrer ist überwiegend nur mit Bargeld möglich, lediglich auf den Linien des SVE in Esslingen und von LVL Jäger in Ludwigsburg wird seit 2018 die Möglichkeit zur (kontaktlosen) Bezahlung per girocard angeboten. Der Verkehrsverbund stellt mit VVS Mobil eine eigene App für Smartphones zur Verfügung, die neben der Fahrplanauskunft auch den Erwerb von Handytickets ermöglicht. Außerdem können VVS-Fahrausweise über die Apps SSB Move und den DB Navigator bezogen werden. Die Handytickets sind im Vergleich zum Kauf am Automaten oder beim Busfahrer teilweise vergünstigt.
4er-Tickets und vorab (z. B. an Verkaufsstellen) ausgegebene Fahrausweise müssen vor Fahrtantritt entwertet werden. Bei S-Bahnen und Nahverkehrszügen befinden sich die Entwerter auf dem Bahnsteig oder an den Zugängen, bei Stadtbahnen und Bussen im Fahrzeug. Alle anderen am Automaten oder beim Busfahrer erworbenen Fahrausweise sind, sofern kein abweichender Tag ausgewählt wurde, sofort ohne Entwertung gültig.

## Verkehrsbetriebe im VVS

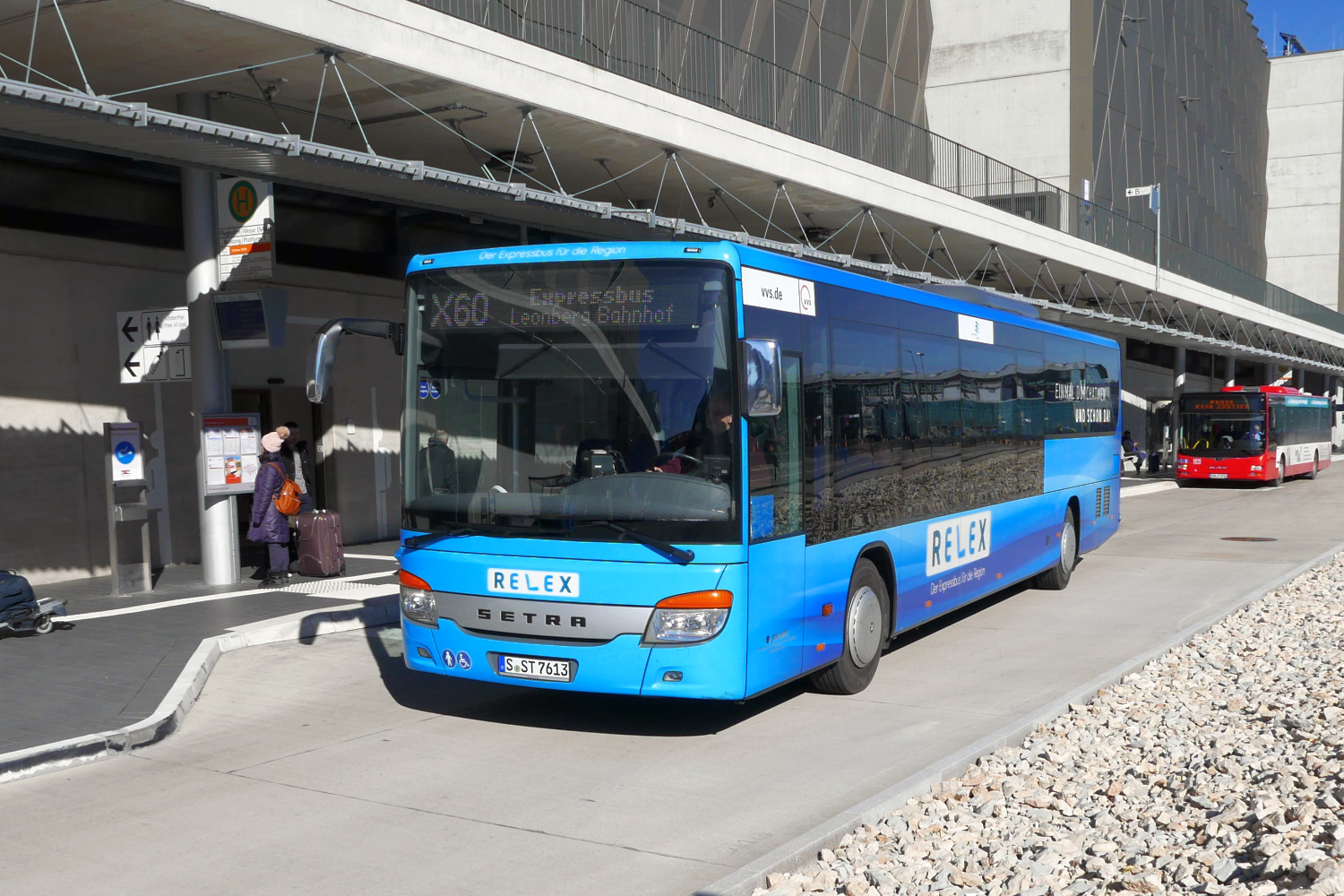
Linienbusse von Schlienz-Tours und FMO am Flughafen Stuttgart

Die Verkehrsleistungen werden von etwa 40 Unternehmen erbracht. Auf einigen Buslinien verkehren auch Subunternehmen, welche hier nicht aufgeführt sind, sofern diese nicht auch eigene Linien im VVS betreiben.
- Auto-Mann
- Arverio
- Beck Bus
- Dannenmann 
  - Omnibusverkehr Kirchheim (OVK)
- Däuble
- DB Regio  
  - Friedrich Müller Omnibusunternehmen (FMO) 
  - Regionalverkehr Alb-Bodensee (RAB) 
  - Südwestbus (RVS)
- Edel
- Eisemann
- Fischle
- Flattich
- Frank & Stöckle
- Hassler
- Haussmann & Bauer
- Hildenbrand 
  - Sihler
- Kappus
- Klingel
- Knisel
- LVL Jäger
- Merkle
- Omnibusverkehr Göppingen (OVG)
- Pflieger, Stadtverkehr Böblingen-Sindelfingen (SBS) 
  - RVP
- Römer
- Schlienz-Tours 
  - GR Omnibus
- Seitter
- Seiz Reisen
- Spillmann
- Städtischer Verkehrsbetrieb Esslingen am Neckar (SVE)
- Stäbler
- Stuttgarter Straßenbahnen (SSB)
- Süsser
- SWEG Bahn Stuttgart
- Transdev
  - Omnibus-Verkehr Ruoff (OVR) 
  - Württembergische Bus-Gesellschaft (WBG) 
  - Württembergische Eisenbahn-Gesellschaft (WEG)
- Volz
- Wöhr Tours

## Liniensystem im VVS
Quelle: Verkehrs- und Tarifverbund Stuttgart – VVS
| Verkehrsmittel     | Liniennummern                       | Gebiet | Betreiber |
| ------------------ | ----------------------------------- | --- | --- |
| IRE, MEX, RE, RB   | IRE…, MEX…, RE…, RB…                | Stuttgart, Landkreis Böblingen, Landkreis Esslingen, Landkreis Göppingen, Landkreis Ludwigsburg, Rems-Murr-Kreis, Lorch1                                                     | Arverio, DB Regio, RAB, SWEG Bahn Stuttgart, WEG |
| S-Bahn             | S1 – S6, S11, S60, S62              | Stuttgart, Landkreis Böblingen, Landkreis Esslingen, Landkreis Ludwigsburg, Rems-Murr-Kreis                                                                                  | DB Regio siehe S-Bahn Stuttgart |
| Stadtbahn          | U1 – U9, U11 – U17, U19             | Stuttgart sowie Fellbach, Gerlingen, Leinfelden-Echterdingen, Ostfildern, Remseck                                                                                            | Stuttgarter Straßenbahnen siehe Stadtbahn Stuttgart |
| Zahnradbahn        | 10                                  | Stuttgart-Süd, Stuttgart-Degerloch | Stuttgarter Straßenbahnen siehe Zahnradbahn Stuttgart |
| Standseilbahn      | 20                                  | Stuttgart-Süd, Stuttgart-Degerloch | Stuttgarter Straßenbahnen siehe Standseilbahn Stuttgart |
| Bus                | 40 – 99 N1 – N10 X2, X4, X7         | Stuttgart sowie Fellbach, Filderstadt, Korntal, Leinfelden-Echterdingen, Leonberg, Neuhausen auf den Fildern, Nürtingen, Ostfildern-Scharnhausen, Sindelfingen, Wolfschlugen | Stuttgarter Straßenbahnen (Subunternehmer: Fischle, GR Omnibus, Knisel, Schlienz-Tours, WBG)                                                                                     |
| Oberleitungsbus    | 101, 113, 118                       | Esslingen, Stuttgart-Obertürkheim | SVE |
| Bus                | 102 – 199 N12 – N22, N81, N89 X19   | Landkreis Esslingen sowie Grafenberg1, Römerstein-Donnstetten1 | Fischle, FMO (Subunternehmer: Raddatz), GR Omnibus, OVG, OVK, Schlienz-Tours, SVE, WBG (Subunternehmer: Fischer, Weissinger, Winkler)                                            |
| Bus                | 201 – 393 N21, N24, N30, N31, N36   | Rems-Murr-Kreis sowie Lorch1, Mainhardt1, Wüstenrot1 | Dannenmann, Eisemann, Fischle, FMO, OVR, Römer, Schlienz-Tours |
| Bus                | 402 – 626 N40 – N58 X43, X46        | Landkreis Ludwigsburg sowie Stuttgart-Stammheim, Stuttgart-Zuffenhausen, Stuttgart-Feuerbach, Beilstein1                                                                     | Flattich, FMO, Knisel, LVL Jäger, RBS (Subunternehmer: Gross, Klingel, Zügel), Seiz Reisen, Spillmann, OVR, WBG (Subunternehmer: Ernesti, Gross, Schreiter, Seitter, Wöhr Tours) |
| Bus                | 631 – 794 N60 – N80 X74, X77        | Landkreis Böblingen sowie Heimsheim1, Tiefenbronn-Lehningen1, Gechingen1, Nagold1, Rohrdorf1, Ebhausen1, Altensteig1, Egenhausen1, Rottenburg-Ergenzingen1                   | Beck, Däuble, Edel, FMO, Kappus, Hassler, Pflieger, RAB, RVP, Seitter, Stäbler, Süsser, Volz, Wöhr Tours                                                                         |
| Bus                | 805 – 828 X82 RD819 (VVS-Rider)     | westlicher Landkreis Esslingen, östlicher Landkreis Böblingen sowie Dettenhausen1, Walddorfhäslach1                                                                          | FMO (Subunternehmer: Altan, Beck, Kocher/Lutz, Thumm), Schlienz-Tours |
| Bus                | 901 – 997, 350 (DING) N90 – N99 X93 | Landkreis Göppingen sowie Amstetten-Schalkstetten1, Gerstetten1, Lorch1, Schwäbisch Gmünd1, Waldstetten-Wißgoldingen1                                                        | Auto-Mann, Frank & Stöckle, Hildenbrand, Merkle, OVG, RAB, Sihler |
| Expressbus (Relex) | X10, X20, X60                       | Landkreis Esslingen, Landkreis Böblingen, Rems-Murr-Kreis, Stuttgart-Vaihingen                                                                                               | Schlienz-Tours |

1 Der VVS-Tarif gilt nur für Fahrten in das oder aus dem VVS-Gebiet mit dem jeweils genannten Verkehrsmittel.
Der 300er-Bereich bezeichnet Linien im ehemaligen Landkreis Backnang, Liniennummern im Bereich 600 den nicht mehr existenten Landkreis Leonberg.

## Trivia
- Die Zeitschrift Deutsche Sprachwelt stellte den VVS 2007 in ihre Rubrik „Sprachsünder-Ecke“, weil er das Wort „Fahrkarte“ durch „Ticket“ ersetzte.

## Weblink
- vvs.de, Internetpräsenz des VVS mit elektronischer Fahrplanauskunft